# Le dee dell'amore
Le dee dell'amore (The Love Goddesses) è un film del 1965 diretto da Saul J. Turell.

## Trama
Il documentario usa filmati di repertorio di film famosi per ricostruire la storia dell'erotismo e dei sex-symbols che hanno contribuito a creare l'immaginario del cinema come un Olimpo dei nostri giorni.

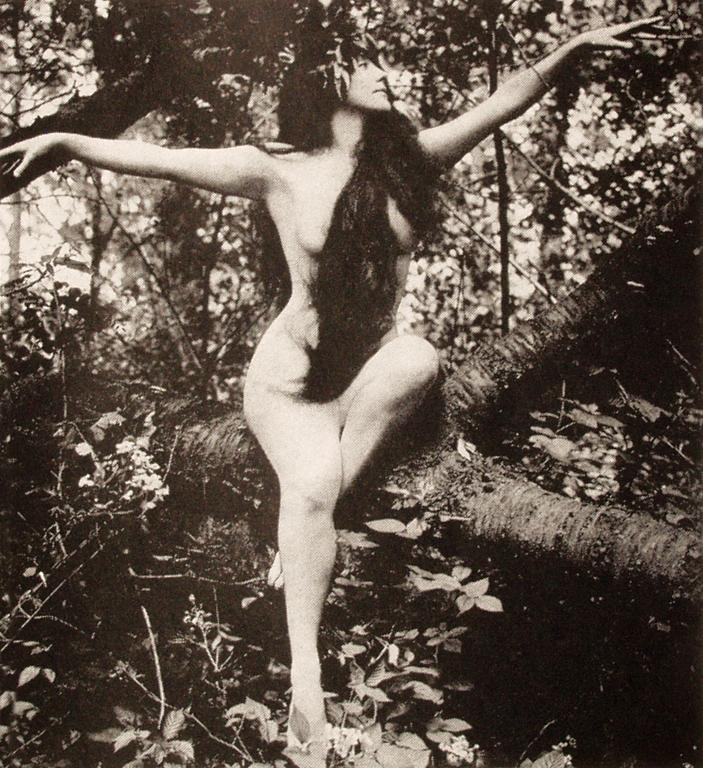
Annette Kellerman in La figlia degli Dei (1916)
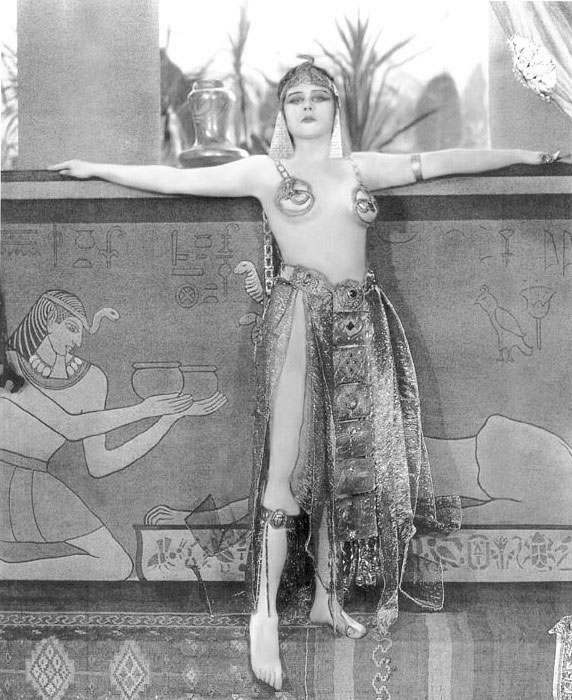
Theda Bara in Cleopatra (1916)
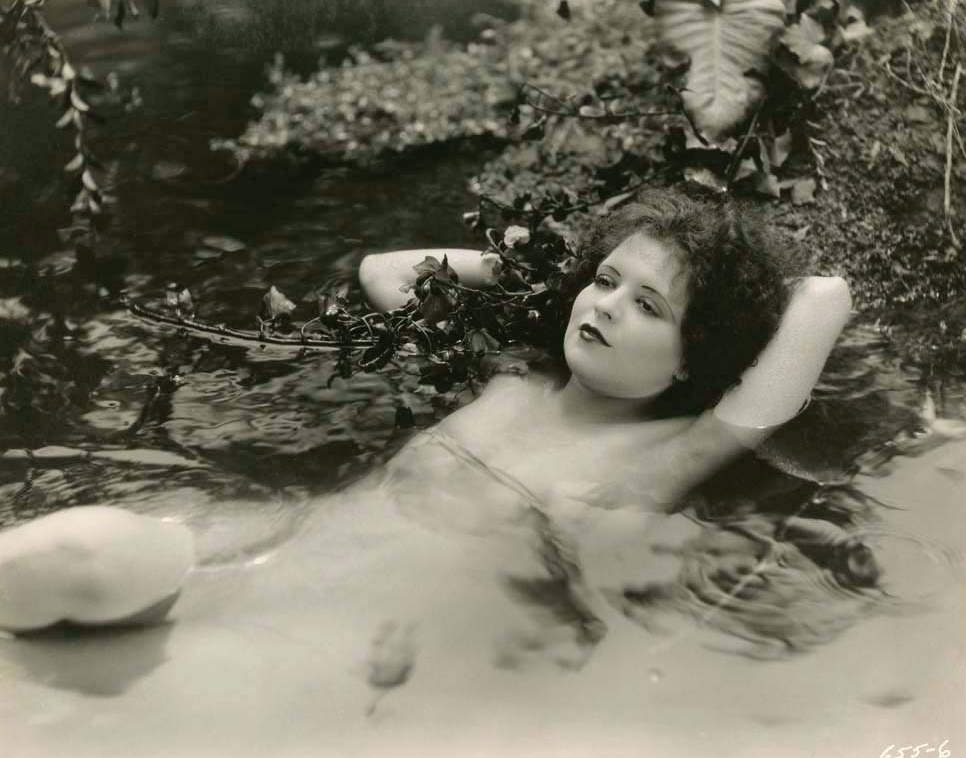
Clara Bow in Hula (1927)

I primi film, girati all'epoca del cinema muto, mostrano le nuove dive che crearono il mito della "vamp": prima tra tutte la tenebrosa Theda Bara (il cui nome, completamente inventato, era l'anagramma di Arab Death, ovvero morte araba), o l'australiana Annette Kellerman, una nuotatrice cui si deve l'invenzione del nuoto sincronizzato, che fu una delle prime a esibirsi sullo schermo completamente nuda e che scandalizzò la società dell'epoca presentandosi, al momento delle sue sfide sportive, con un costume da bagno che lasciava nude braccia e gambe. Un'altra che non aveva problemi nell'esibire la sua femminilità, era Clara Bow, vero prototipo della "maschietta" o "flapper", apparsa pure lei sullo schermo senza vestiti, immersa in una vasca ripiena d'acqua.
Tra i primi che crearono il divismo, David Wark Griffith, che immortalò le bellezze di Lillian Gish e Mae Marsh esaltandone il fascino. Cecil B. DeMille era un maestro nello spandere erotismo a piene mani: il suo Sessue Hayakawa, torbido e affascinante, che ne I prevaricatori marchiava a fuoco la donna dei suoi desideri per segnarne il possesso, aggirava il tabù interrazziale proponendo in maniera negativa l'amante nipponico, ma altresì, lo rendeva molto più intrigante di qualsiasi marito bianco, sportivo e americano.
Gli anni venti furono segnati dall'erotismo di Rodolfo Valentino, meteora dello schermo, ma che ancora al giorno d'oggi, scatena le fantasie o, perlomeno, la curiosità di ammiratori e ammiratrici. Negli anni trenta, uno dei nudi più famosi fu quello di Hedy Lamarr, con una fuga senza vestiti in mezzo alla natura. Mae West, da parte sua, con un'ironia piena di doppi sensi, salvò la Paramount dal chiudere i battenti, facendo incassare alla compagnia, con i suoi film, qualche milione che permise alla casa di produzione di tirare avanti evitando il fallimento.
Alcune dee - come la tedesca Marlene Dietrich, la polacca Pola Negri, la francese Claudette Colbert - giunsero alla conquista di Hollywood dall'Europa. Da bambine, come Claudette; da stelle emergenti, come Marlene; da dive, come Pola. Pola Negri, ninfa egeria nei suoi anni tedeschi di Ernst Lubitsch, in Donna di mondo impersonava una contessa europea che, fumando in pubblico e truccata vistosamente, si scontrava (siamo nel 1925) con la piccola morale di una città della provincia americana. Graziosa e maliziosa, Claudette Colbert si atteggiava a femme fatale facendo il bagno nel latte d'asina come la leggenda vuole facesse Cleopatra. Il viennese Josef von Sternberg, pigmalione riconosciuto di Marlene Dietrich, metteva in scena in Venere bionda la sua personale Galatea prussiana in una danza pseudo africana scandita dai tamburi, facendola emergere, bionda e bellissima, da uno scimmione la cui pellicciona, fino a quel momento, ne aveva ricoperto le grazie.

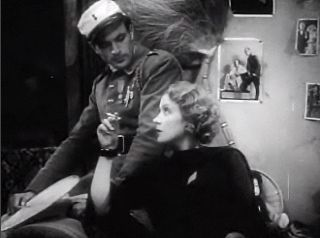
Gary Cooper e Marlene Dietrich in Marocco (1930)
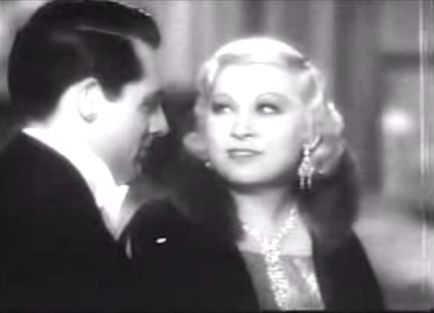
Cary Grant e Mae West in Non sono un angelo (1933)
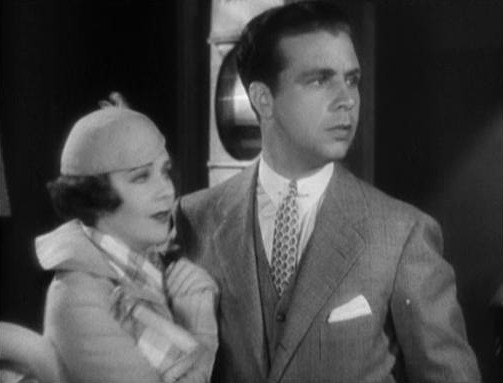
Ruby Keeler e Dick Powell in La danza delle luci (1933)

Vi appaiono scene tratte dai seguenti film:
- I prevaricatori (The Cheat), regia di Cecil B. DeMille con Sessue Hayakawa (1915)
- Intolerance: Love's Struggle Throughout the Ages, regia di David W. Griffith (1916)
- Cleopatra, regia di J. Gordon Edwards (1917)
- Amore sulle labbra (True Heart Susie), regia di D.W. Griffith (1919)
- The Leopard Woman, regia di Wesley Ruggles (1920)
- Lo sceicco (The Sheik), regia di George Melford (1921)
- Sangue e arena (1922)
- Luffar-Petter, regia di Erik A. Petschler (1922)
- Donna di mondo (A Woman of the World), regia di Malcolm St. Clair (1925)
- The American Venus, regia di Frank Tuttle (1926)
- L'angoscia di Satana (The Sorrows of Satan), regia di D.W. Griffith (1926)
- Gli amori di Sonia (The Love of Sunya), regia di Albert Parker (1927)
- Hula, regia di Victor Fleming (1927)
- Diario di una donna perduta (Tagebuch einer Verlorenen), regia di Georg Wilhelm Pabst (1929)
- Marocco (Morocco), regia di Josef von Sternberg (1930)
- La donna di platino (Platinum Blonde), regia di Frank Capra (1931)
- L'Atlantide, regia di Georg Wilhelm Pabst con Brigitte Helm (1932)
- Amami stanotte (Love Me Tonight), regia di Rouben Mamoulian (1932)
- Venere bionda (Blonde Venus), regia di Josef von Sternberg (1932)
- Tentazioni (The Cabin in the Cotton) di Michael Curtiz (1932)
- Nessun uomo le appartiene (No Man of Her Own) di Wesley Ruggles (1932)

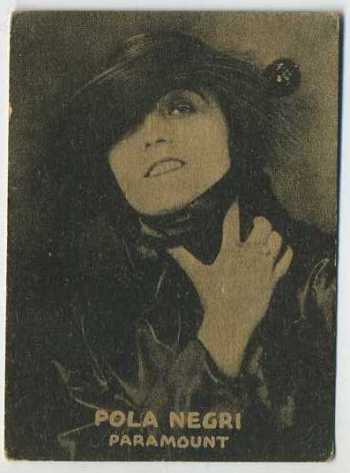
Pola Negri - pubblicità Paramount 1921
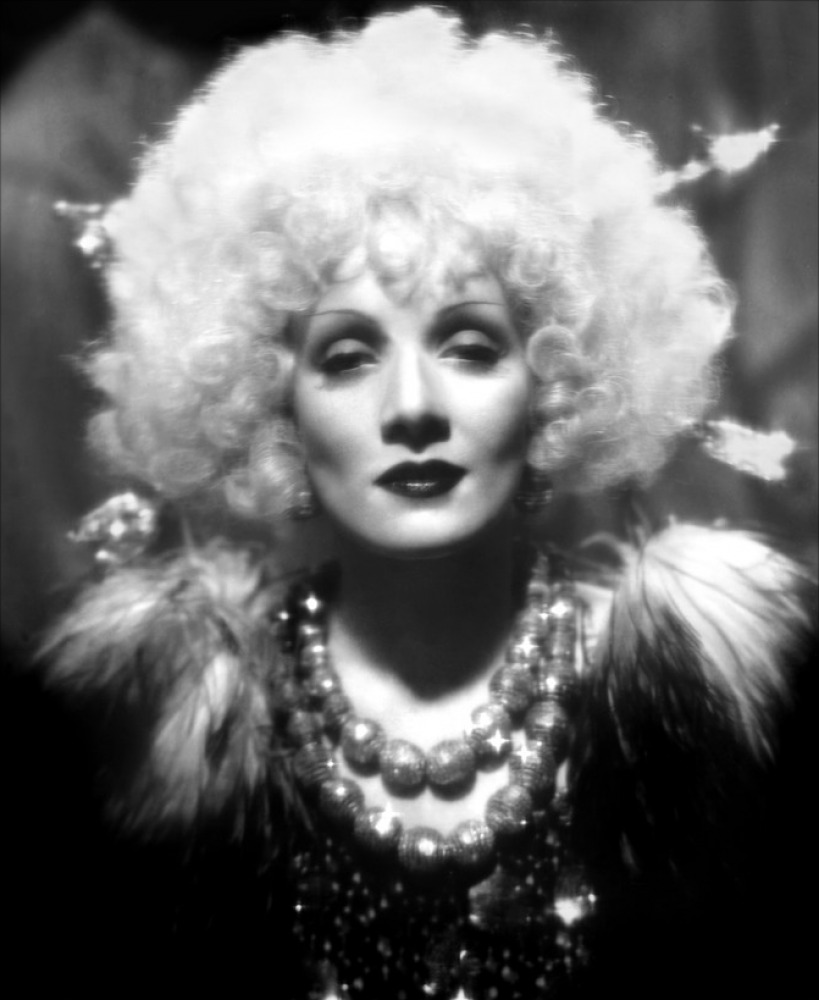
Marlene Dietrich in Venere bionda (1932)
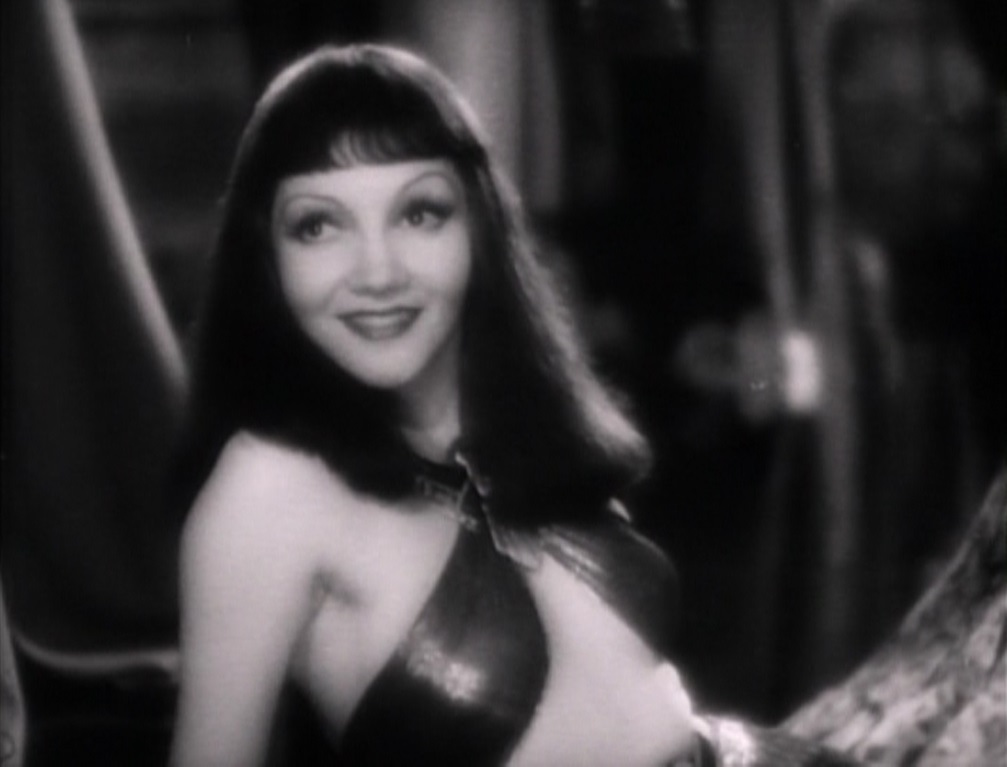
Claudette Colbert in Cleopatra (1934)
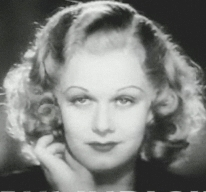
Jean Harlow (1936)

- Estasi (Ekstase), regia di Gustav Machatý (1933)
- La danza delle luci (Gold Diggers of 1933), regia di Mervyn LeRoy (1933)
- Professional Sweetheart, regia di William A. Seiter (1933)
- Baby Face, regia di Alfred E. Green (1933)
- Non sono un angelo (I'm No Angel), regia di Wesley Ruggles (1933)
- Rivelazione (Now and Forever), regia di Henry Hathaway (1934)
- Cleopatra, regia di Cecil B. DeMille (1934)
- Vendetta, regia di Mervyn LeRoy (1937)
- Her Jungle Love, regia di George Archainbaud (1938)
- Ritmi a scuola, regia di Raoul Walsh (1938)

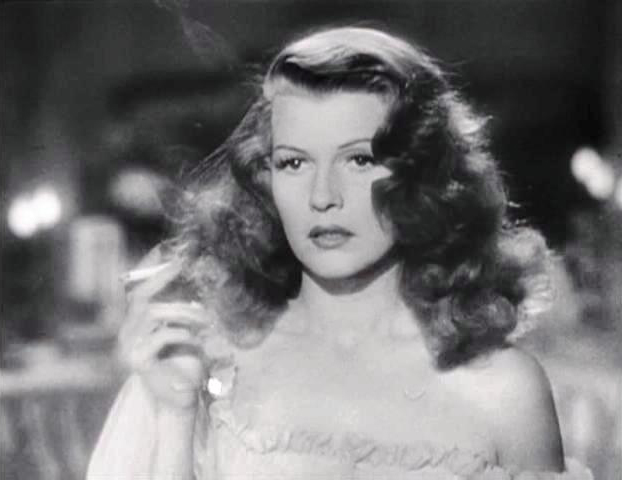
Rita Hayworth in Gilda (1946)
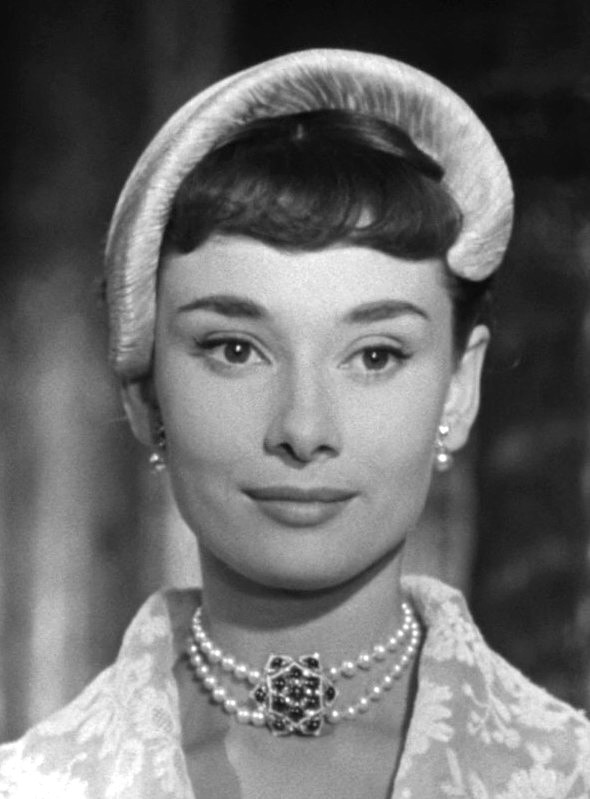
Audrey Hepburn in Vacanze romane (1953)
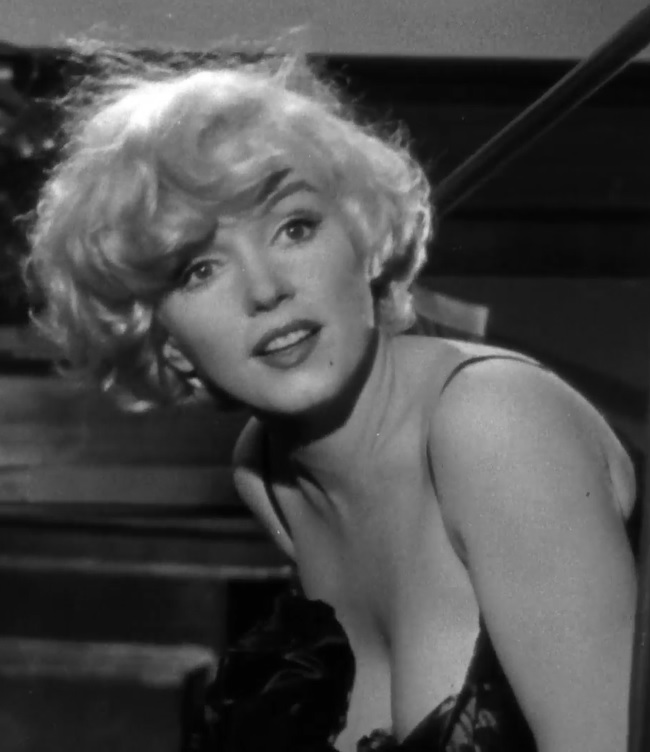
Marilyn Monroe in A qualcuno piace caldo (1959)

- Gilda, regia di Charles Vidor (1946)
- Un posto al sole (A Place in the Sun), regia di George Stevens (1951)
- La confessione della signora Doyle (Clash by Night), regia di Fritz Lang (1952)
- Vacanze romane (Roman Holiday), regia di William Wyler (1953)
- La ragazza del peccato (En cas de malheur), regia di Claude Autant-Lara (1958)
- La strada dei quartieri alti (Room at the Top), regia di Jack Clayton (1959)
- Questione di vita o di morte (Tiger Bay), regia di J. Lee Thompson (1959)
- A qualcuno piace caldo (Some Like It Hot), regia di Billy Wilder (1959)
- Espresso bongo (Expresso Bongo), regia di Val Guest (1959)
- La baia di Napoli (It Started in Naples), regia di Melville Shavelson (1961)

## Produzione
Il film fu prodotto dalla Paramount Pictures e dalla Walter Reade.

## Distribuzione
Distribuito dalla Walter Reade-Sterling, il film uscì nelle sale cinematografiche degli Stati Uniti il 3 marzo 1965.